# Clarisse Yeung
Clarisse Yeung Suet-ying (en xinès: 楊雪盈; nascuda el 14 de novembre del 1986) és una política d'Hong Kong. És una antiga presidenta del Consell del Districte de Wan Chai, representant a Tai Hang.

## Biografia
Yeung és llicenciat en belles arts a la Universitat Xinesa de Hong Kong i té un màster en arts visuals per la Universitat Baptista de Hong Kong. Va ser professora d'institut postsecundària a temps parcial especialitzada en arts, cultura i investigació de polítiques.
Yeung va entrar en política per primera vegada quan es va unir a la campanya fallida de l'artista local Chow Chun-fai a les eleccions del Consell Legislatiu del 2012 en el districte funcional d'Esports, Arts Escèniques, Cultura i Publicacions. Posteriorment, van establir el Hong Kong Culture Monitor, publicant estudis i articles sobre política i desenvolupament cultural local.
Durant les protestes de Hong Kong de 2014, Yeung va demanar la creació de l'Arxiu Visual del Moviment d'Umbrella per reunir instal·lacions d'art, fotografies i altres obres d'art relacionades amb el moviment,  del qual es va convertir en cofundadora. Es va presentar a les eleccions del Consell de Districte de 2015 a Tai Hang contra el Partit del Nou Poble pro-Beijing. Va aconseguir 1.398 vots, superant el seu rival més proper per 250 vots, convertint-se en un dels pocs "soldats paraigua" que van ser elegits. El 2016, va formar un grup pro-democràcia anomenat "ARTicipants" juntament amb 14 candidats més, que es van presentar per a escons al subsector de Cultura a les eleccions del subsector del Comitè Electoral de Hong Kong de 2016. La llista de ARTicipants, inclosa Yeung, va perdre davant d'una llista de 15 membres pro-Beijing que incloïa l'actriu Liza Wang.
A les eleccions al Consell de Districte de 2019, va iniciar un grup de cares noves anomenades Kickstart Wan Chai que es van presentar al Consell de Districte de Wan Chai. El grup va guanyar sis escons en total amb Yeung reelegit amb 2.340 vots. Amb els prodemòcrates prenent el control del consell, Yeung va ser escollida presidenta del Consell del Districte de Wan Chai. Yeung va participar en les primàries pro-democràcia de Hong Kong del 2020, postulant a un escó a la circumscripció electoral de l'illa d'Hong Kong. No va tenir èxit en la seva candidatura, rebent 5.707 vots de 90.247 votants a l'illa d'Hong Kong.
El 6 de gener de 2021, Yeung va ser arrestat amb 52 polítics pro-democràcia més per càrrecs penals segons la llei de seguretat nacional de Hong Kong. Més tard aquell dia, el seu partit Kickstart Wan Chai, que va cofundar el 2019, va anunciar a Facebook que el partit es dissoldria amb efecte immediatament. Yeung va ser posat en llibertat sota fiança el 7 de gener. Una audiència de fiança de Yeung i 46 altres acusats del 6 L'atac de gener, que havia començat l'1 March, es va ajornar després de la mitjanit, amb Yeung i tres acusats més sent enviats a l'hospital per esgotament; Yeung semblava haver-se desmaiat a la sala del jutjat, amb una publicació a la seva pàgina de Facebook que deia que no havia rebut menjar els 12 anteriors. hores i va ser atès a l'hospital per pressió arterial baixa. El 5 March, Yeung juntament amb altres tres acusats van aconseguir una pròrroga de la fiança, amb condicions que inclouen la prohibició de contactar directament o indirectament amb funcionaris estrangers, membres del parlament i el seu personal, i un toc de queda de mitjanit a 7:00 am El 12 de març de 2021, la jutge de l'Alt Tribunal Esther Toh va confirmar la seva fiança.
El 15 de setembre de 2021, Yeung va ser desqualificada juntament amb 6 consellers de districte més després d'haver expirat un termini per presentar informació a les autoritats per determinar la validesa del seu jurament i després que se l'acusés per participar en les primàries pro-democràcia de l'any passat. Al mateix temps, va renunciar al seu càrrec com a presidenta del Consell de Districte de Wan Chai.